# تقويم الصحة (كتاب)

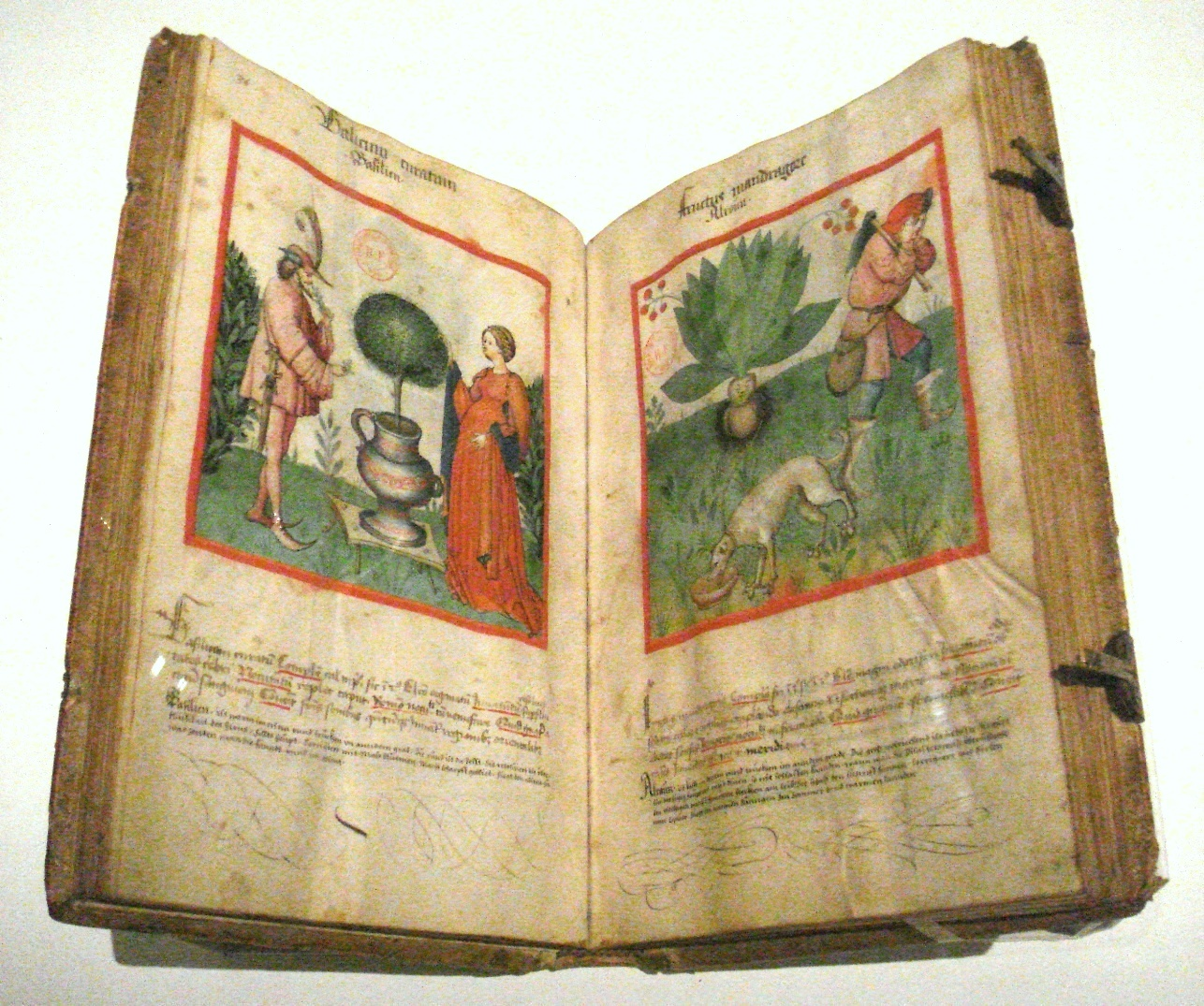
نسخة من كتاب تقويم الصحة لابن بطلان، ترجع للنصف الثاني من القرن الخامس عشر، وهي محفوظة في راينلاند.

تقويم الصحة هو كتاب طبي كتبه ابن بطلان في بغداد في القرن الحادي عشر الميلادي، للقارئ غير المتخصص في الطب، وترجم عدة مرات إلى اللاتينية. ويصف فيه فوائد وأضرار الأطعمة والنباتات، وفيه أقسام عن :
- القدر المناسب من الطعام والشراب.
- فوائد الهواء النقي.
- دواعي اللجوء للراحة.
- فوائد النوم.
- تأثير الحالة الذهنية.

ذكر ابن بطلان أن الأمراض تنتج عند عدم ضبط أحد العناصر السابقة. وقد ترجم الكتاب باقتضاب إلى اللاتينية في منتصف القرن الثالث عشر الميلادي في باليرمو وربما نابولي.
وقد بقيت منه أربعة نسخ كاملة، نسخت في لومبارديا في القرن الرابع عشر، في فيينا وباريس ولييج وروما، إضافة إلى بعض الكتيبات من القرن الخامس عشر.
كان الكتاب من الكتب الشائعة في أواخر العصور الوسطى في أوروبا. وللكتاب أهميته في دراسة طب العصور الوسطى، وتاريخ الزراعة وتاريخ الطهي.

## وصلات خارجية
- Tacuinum Sanitatis site on the M. Moleiro Editor website
- The Tacuinum Sanitatis in the Frankfurter Allgemeine Zeitung
- Introductory text (Spanish) and some illustrations
- Tacuinum Sanitatis  described